# Jugoslavija na Zimskih olimpijskih igrah 1952
Federativno ljudsko republiko Jugoslavijo je na Zimskih olimpijskih igrah 1952 v Oslu zastopalo šest športnikov v treh športih. 

## Alpsko smučanje
Moški
| Smučar      | Disciplina | 1. tek | 1. tek    | 2. tek        | 2. tek        | Skupaj        | Skupaj        |
| Smučar      | Disciplina | Čas    | Uvrstitev | Čas           | Uvrstitev     | Čas           | Uvrstitev     |
| ----------- | ---------- | ------ | --------- | ------------- | ------------- | ------------- | ------------- |
| Janko Štefe | Smuk       |        |           |               |               | 2:40,6        | 13            |
| Janko Štefe | Veleslalom |        |           |               |               | 2:47,5        | 33            |
| Tine Mulej  | Veleslalom |        |           |               |               | 2:41,3        | 27            |
| Tine Mulej  | Slalom     | 1:07,5 | 36        | Ni napredoval | Ni napredoval | Ni napredoval | Ni napredoval |
| Janko Štefe | Slalom     | 1:03,7 | 18        | Ods           | –             | Ods           | –             |

## Smučarski teki
Ženske
| Disciplina | Tekačica          | Tekma | Tekma     |
| Disciplina | Tekačica          | Čas   | Uvrstitev |
| ---------- | ----------------- | ----- | --------- |
| 10 km      | Angela Kordež     | 52:33 | 16        |
| 10 km      | Nada Birko-Kustec | 50:44 | 14        |

## Smučarski skoki
| Skakalec       | Disciplina         | 1. skok | 1. skok | 1. skok   | 2. skok | 2. skok | 2. skok   | Skupaj | Skupaj    |
| Skakalec       | Disciplina         | Dolžina | Točke   | Uvrstitev | Dolžina | Točke   | Uvrstitev | Točke  | Uvrstitev |
| -------------- | ------------------ | ------- | ------- | --------- | ------- | ------- | --------- | ------ | --------- |
| Karel Klančnik | Srednja skakalnica | 60,0    | 96,5    | 24        | 56,5    | 92,0    | 34        | 188,5  | 29        |
| Janez Polda    | Srednja skakalnica | 62,5    | 101,0   | 17        | 62,0    | 99,5    | 19        | 200,5  | 16        |